# Giessbach
Giessbach är en bergstrakt, genomfluten av en alpbäck med samma namn i kantonen Bern. 
Bäcken Giessbach är tillflöde till Brienzsjön och bildar nära mynningen 13 trappstegsformiga över varandra belägna vattenfall med en sammanlagd fallhöjd på 400 meter.
Vattenfallet Giessbachfälle finns i floden.